# Bartonville (Texas)
Bartonville es un pueblo ubicado en el condado de Denton en el estado estadounidense de Texas. En el Censo de 2010 tenía una población de 1.469 habitantes y una densidad poblacional de 90,59 personas por km².

## Geografía
Bartonville se encuentra ubicado en las coordenadas 33°5′8″N 97°8′54″O / 33.08556, -97.14833. Según la Oficina del Censo de los Estados Unidos, Bartonville tiene una superficie total de 16.22 km², de la cual 16.08 km² corresponden a tierra firme y (0.83%) 0.13 km² es agua.

## Demografía
Según el censo de 2010, había 1.469 personas residiendo en Bartonville. La densidad de población era de 90,59 hab./km². De los 1.469 habitantes, Bartonville estaba compuesto por el 95.37% blancos, el 0.27% eran afroamericanos, el 0.27% eran amerindios, el 0.41% eran asiáticos, el 0% eran isleños del Pacífico, el 2.25% eran de otras razas y el 1.43% pertenecían a dos o más razas. Del total de la población el 10.35% eran hispanos o latinos de cualquier raza.